# Rezső Nyers
Pour les articles homonymes, voir Nyers.
Dans le nom hongrois Nyers Rezső, le nom de famille précède le prénom, mais cet article utilise l’ordre habituel en français Rezső Nyers, où le prénom précède le nom.
Rezső Nyers, né le 21 mars 1923 à Budapest et mort le 22 juin 2018, est un homme politique et économiste hongrois.

## Biographie
Rezső Nyers était membre d'une faction du parti social-démocrate qui fusionna avec les communistes du Parti ouvrier hongrois en 1948. Important collaborateur au ministère du Commerce à partir de 1952, il est président de l'association nationale des coopératives de consommation de 1957 à 1960. 
Devenu ministre des Finances et secrétaire du comité central pour l'économie en 1960, il est nommé au Bureau politique du Parti en 1962, où il se fait l'avocat de changements économiques dans le sens de la libéralisation. Ses propositions de réforme connaissent un début d'application à partir de 1968, mais sont arrêtées, à l'intervention de l'URSS, en 1974. 
Rezső Nyers quitte alors ses fonctions officielles pour devenir directeur d'un institut de recherches économiques jusqu'en 1988, lorsque les réformateurs réussissent à chasser János Kádár. Devenu membre du politburo, il dirige le pays avec Imre Pozsgay (ministre d'État), Károly Grósz (premier secrétaire du Parti) et Miklós Németh (Premier ministre). Il participe à la transformation du Parti socialiste ouvrier hongrois en Parti socialiste hongrois dont il devient le premier président.

### Famille
En 2000, son fils de même nom Rezső Nyers devient secrétaire général de l'Association des banques hongroises pour un mandat de 5 ans, renouvelé en 2005.

### Source
- (en) Article du New York Times